# Gafarró gorjablanc
El gafarró gorjablanc (Crithagra albogularis) és un ocell de la família dels fringíl·lids (Fringillidae).

## Hàbitat i distribució
Habita zones àrides amb matolls del sud-oest d'Angola, Namíbia, sud-oest de Botswana i Sud-àfrica.